# Jamesbrittenia atropurpurea
Jamesbrittenia atropurpurea är en flenörtsväxtart. Jamesbrittenia atropurpurea ingår i släktet Jamesbrittenia och familjen flenörtsväxter.

## Underarter
Arten delas in i följande underarter:
- J. a. atropurpurea
- J. a. pubescens